# Krasnický potok
Krasnický potok je malý vodní tok v okrese Pardubice.

## Průběh toku
Potok pramení v podcelku Železných hor Chvaletické pahorkatině západně od obce Litošice v upraveném prameni nazvaném Litocha, o který se stará místní tzv. Klub osamělých turistů. Ke studánce se váže pověst o třech divých ženách, která je u ní uvedena. Potok teče převážně severním směrem nejprve poli do Krasnického rybníka a poté do vsi Krasnice. Za ní stéká lesním pásmem roklí z Železných hor do Východolabské tabule, protéká vsí Spytovice a západně od ní se vlévá do Spytovického potoka. V intravilánech obou vesnic je potok částečně veden v potrubí.